# Michael France
Michael France (St. Petersburg, 4 gennaio 1962 – St. Pete Beach, 12 aprile 2013) è stato uno sceneggiatore statunitense.
Era sposato con Elizabeth France, dalla quale ha avuto tre figli. Ha frequentato la prestigiosa Università della Florida durante gli anni ottanta, pagandosi gli studi lavorando al teatro di Gainesville (Florida). Si è laureato alla scuola cinematografica della Columbia University di New York.
Dopo la laurea si trasferisce a Los Angeles, dove inizia a scrivere il suo primo script, Cliffhanger - L'ultima sfida, presto comprato a Hollywood. Dopo questo script, che comincia a dargli una certa notorietà, viene scritturato dai produttori della saga di James Bond, per rilanciare, dopo una lunga parentesi di assenza dagli schermi, il celebre personaggio, con un soggetto ritenuto tra i più belli in assoluto della serie, GoldenEye, del 1995.
A St. Petersburg, luogo che gli ha dato i natali, compra lo storico "Beach Theatre", costruito nel 1939 per rappresentare produzioni indipendenti e di piccolo spessore.
Dopo aver lavorato a I Fantastici 4, ha iniziato a collaborare con Stan Lee per creare nuovi supereroi apposta per il cinema e la televisione. Nel 2008 ha espresso interesse nello sceneggiare Captain America - Il primo Vendicatore.
Muore nel 2013 all'età di 51 anni dopo una lunga lotta contro una grave forma di diabete.

## Filmografia
- Cliffhanger - L'ultima sfida (Cliffhanger), regia di Renny Harlin (1993)
- GoldenEye, regia di Martin Campbell (1995)
- Hulk, regia di Ang Lee (2003)
- The Punisher, regia di Jonathan Hensleigh (2004)
- I Fantastici 4 (The Fantastic Four), regia di Tim Story (2005)
- I Fantastici 4 e Silver Surfer (Fantastic Four: Rise of the Silver Surfer), regia di Tim Story (2007)